# Guides Joanne
Pour les articles homonymes, voir Joanne.

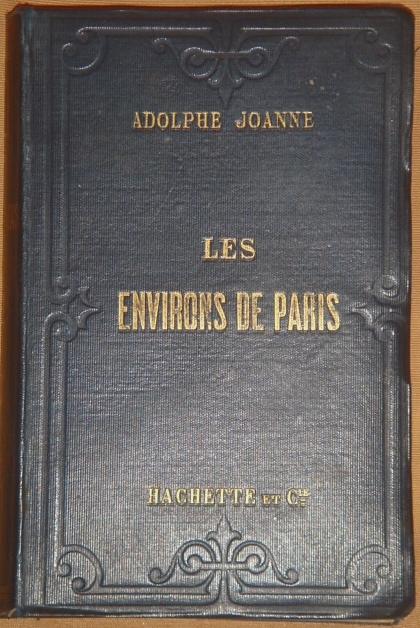

Les Guides Joanne prennent la suite de la collection de guides de voyage publiée par Louis Hachette, dans le cadre de la Bibliothèque des chemins de fer, créée en 1854. Adolphe Joanne, père de Paul Joanne, avait assuré la direction de cette collection qui prend son nom vers 1860. Il avait ainsi créé la référence du guide de voyage en langue française, concurrencé mais non égalé par son rival, Karl Baedeker. En 1919, la collection des Guides Joanne devient celle des Guides bleus.
Les Guides Joanne comprennent plusieurs séries, distinguées par leur format et leur couverture, qui couvrent la France, les pays d’Europe, le Proche-Orient et l’Afrique du Nord.
L'Extrême-Orient sera couvert par la collection des Guides Madrolle de Claudius Madrolle qui seront publiés par Hachette pendant la période 1906 à 1935.

## Les guides-itinéraires
La série la plus importante est identifiable par sa couverture en percaline bleu nuit et son lettrage doré. Il s’agit d’une série de « guides-itinéraires », d’abord écrits en relation avec l’ouverture des lignes de chemin de fer, puis rédigés selon un nouveau plan qui correspond aux grandes régions du pays : « L’itinéraire général de la France (IGF) » et la ville. Cette entreprise a pour but de couvrir l’ensemble du territoire français et d’en décrire à la fois les curiosités touristiques mais aussi de dresser un état du pays en recensant les ressources naturelles, les activités artisanales et industrielles et les débouchés commerciaux. Pour cette raison, les guides de l’IGF ont été acquis par de nombreuses bibliothèques étrangères. D’abord prévu en 10 volumes, l’IGF comprend jusqu’à 19 volumes, selon les découpages des régions qui évoluent et la répartition d’un guide en plusieurs tomes moins volumineux donc plus adaptés au voyage.
Deux tomes sont systématiquement consacrés l’un à Paris, l’autre aux environs de Paris. L’ensemble de la France est couvert par 10 guides entre 1861 et 1868. Pendant la même période, les guides anglais Murray couvrent l’ensemble du territoire britannique ; Baedeker ne s’intéresse à l’Allemagne qu’après le désastre de la Première Guerre mondiale. C’est une entreprise assez novatrice que la description de l’ensemble de la France par des guides de voyage.
Les « guides-itinéraires » comprennent quelques monographies des stations balnéaires et thermales les plus en vue, guides repris ensuite dans la collection des Guides Diamant.
La série bleu nuit comprend aussi de nombreux guides pour les pays étrangers d’Europe (Angleterre, Allemagne, Belgique et Hollande, Espagne et Portugal), dont certains possèdent plusieurs volumes (Italie, Grèce, Suisse), qui connaissent plusieurs éditions avec des renseignements pratiques actualisés régulièrement. Un groupe prestigieux est celui des guides consacrés à l'Orient : le premier paraît en 1861 et correspond aux pays de l’Empire ottoman visités par les voyageurs au long cours : Grèce, Turquie, Syrie, Palestine et Égypte. Cet itinéraire de l’Orient est développé en trois volumes assortis d’un portfolio de cartes géographiques qui sont un point des connaissances de l’époque. Une section du guide Égypte, Nubie, Abyssinie, Sinaï est un bilan de la recherche des sources du Nil et de l’exploration de la région. Un guide intitulé De Paris à Constantinople correspond à la création de la ligne de l’Orient-Express ainsi que les volumes consacrés aux États du Danube et des Balkans.
L’Algérie, alors département français, est décrite avec soin et abondamment cartographiée : on peut suivre aisément l’avancée de la colonisation.

## Les Guides Diamant

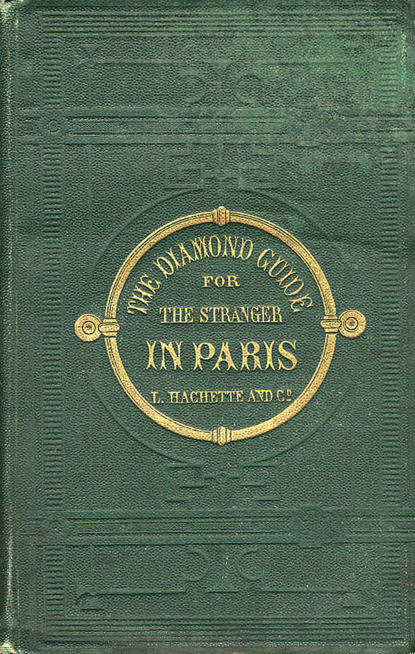
Couverture du Guide Joanne Diamond Guide for the Stranger in Paris, 1867, Paris : Hachette.

Une série en petit format est lancée en 1866 : ce sont les Guides Diamant, reconnaissables à leur couverture raffinée vert émeraude. Cette série reprend les principaux titres de la collection précédente mais sous une forme abrégée : Paris, la France en un volume, les régions françaises les plus visitées (Normandie, Bretagne, Pyrénées, Dauphiné et Vosges) ainsi que des monographies pour les villes d’eaux et les stations balnéaires. Un guide est consacré aux lieux de villégiature de la future Côte d’Azur sous le titre Stations d’hiver de la Méditerranée. Les pays les plus visités comme l’Italie, l’Espagne la Belgique et la Hollande ainsi que la Suisse sont aussi l’objet d’un Guide Diamant. Ceux-ci prennent au tournant du siècle le sous-titre « Les routes les plus fréquentées » qui montre bien le changement d’attitude des touristes.

## Les monographies brochées

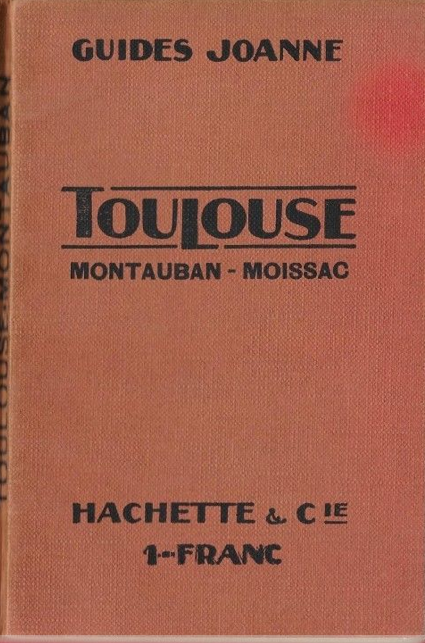
Couverture du Guide Joanne Toulouse, 1914.

Les monographies des villes de villégiature sont déplacées dans la série des monographies à partir de 1887. Il s’agit de publications beaucoup plus simples que les Guides Diamant, mais surtout moins chères car brochées généralement de couleur rouge. Les volumes prennent en compte les stations balnéaires et thermales mais aussi les grandes villes françaises et étrangères, en particulier lorsque celles-ci accueillent une exposition nationale, coloniale ou universelle. Une section particulière généralement assortie d’un plan permet de se faire une idée de l’exposition. Les monographies brochées sont peu à peu enrichies de cartes et plans, et de gravures puis de photographies. Les centres d’intérêt sont étendus à des curiosités touristiques (gorges du Tarn) ou balnéaires (plages de Bretagne).

## Les Guides Joanne illustrés
En 1907, les Guides Joanne illustrés sont créés. Cette nouvelle série s’adresse plus particulièrement au visiteur de Paris, au villégiateur, en proposant des guides des plages et stations balnéaires ou au touriste qui voyage en automobile : le Guide des châteaux de la Loire pallie l’insuffisance des indications routières sur le terrain par des photographies fléchées qui permettent au conducteur de se diriger. Ces guides sont édités en trois langues identifiables par la couleur de la couverture : gris-bleu pour le français, orange pour l’anglais et vert pour l’allemand.
À l’exception des Guides Diamant qui réapparaissent sous une autre forme, ces séries sont conservées par la collection des Guides bleus qui existe toujours. La collection des Guides Joanne comprend presque 2 000 éditions de ses titres.
À Paris Trocadéro, la bibliothèque du tourisme et des voyages Germaine Tillion, qui a acquis la bibliothèque du Touring Club de France, possède un important fonds de guides Joanne.